# ثورة برابانت
ثورة برابانت أو ثورة برابانتين، التي يشار إليها أحيانًا في الكتابات القديمة باسم الثورة البلجيكية في عامي 1789 و1790، هي تمرد مسلح وقع في هولندا النمساوية (بلجيكا حاليا) بين أكتوبر 1789 وديسمبر 1790. أدت الثورة، التي حدثت في نفس الوقت الذي حدثت فيه الثورات في فرنسا ولييج، إلى الإطاحة لفترة وجيزة بحكم هابسبورغ وإعلان حكومة الولايات المتحدة البلجيكية التي لم تدم طويلًا.
نشأت الثورة كنتيجة لمعارضة الإصلاحات الليبرالية للإمبراطور جوزيف الثاني في الثمانينات من القرن الثامن عشر. نُظِر إليها على أنها هجوم على الكنيسة الكاثوليكية والمؤسسات التقليدية في هولندا النمساوية. تنامت المقاومة، التي تركزت في ولايات برابانت وفلاندرز المستقلة والثرية. في أعقاب أعمال الشغب والاضطرابات في عام 1787، والمعروفة باسم الثورة الصغيرة، لجأ العديد من المنشقين إلى الجمهورية الهولندية المجاورة وهناك شكلوا جيشًا متمردًا. لاحقًا وبعد اندلاع الثورتين الفرنسية واللييجية، عبَر هذا الجيش المهاجر إلى هولندا النمساوية، وهزم بحزم النمساويين في معركة تورنهاوت في أكتوبر 1789. سرعان ما سيطر المتمردون، بدعم من الانتفاضات في جميع أنحاء الإقليم، على جنوب هولندا فعليًا، وأعلنوا الاستقلال. على الرغم من الدعم الضمني من بروسيا، لم تلقَ الولايات البلجيكية المتحدة المستقلة، التي تأسست في يناير 1790، أي اعتراف أجنبي وسرعان ما انقسم المتمردون على أسس أيديولوجية. أيد الفونكيون، بقيادة جان فرانز فونك، الحكومة التقدمية والليبرالية، في حين كان الدولانيون بقيادة هنري فان دير نوت محافظين بشدة وأيدوا سيطرة الكنيسة. سرعان ما دفع الدولانيون، الذين كان لديهم قاعدة دعم واسعة، الفونكيين إلى المنفى من خلال الإرهاب.
أنهت هابسبورغ النمسا حربها مع الإمبراطورية العثمانية واستعدت لقمع ثوار برابانت بحلول منتصف عام 1790. اقترح ليوبولد الثاني إمبراطور الرومانية المقدسة الجديد، الليبرالي مثل سلفه، العفو عن المتمردين. بعد التغلب على جيش الدولة في معركة فالمين، اجتيحت المنطقة بسرعة من قبل القوات الإمبراطورية، وهُزمت الثورة بحلول ديسمبر. بيد أن عملية إعادة بناء النمسا لم تدم طويلًا، وسرعان ما اجتاحها الفرنسيون أثناء الحروب الثورية الفرنسية.
استُخدمت ثورة برابانت بسبب مسارها المميز، على نطاق واسع في المقارنات التاريخية مع الثورة الفرنسية. رآها بعض المؤرخين، بعد هنري بيرين، لحظةً رئيسيةً في تشكيل الدولة القومية البلجيكية، والتأثير على الثورة البلجيكية عام 1830.

## الأسباب والخلفيات

### الحكم النمساوي
كانت هولندا النمساوية منطقة عاصمتها بروكسل، وقد شملت الكثير مما يعتبر اليوم بلجيكا ولكسمبورغ خلال الحقبة الحديثة المبكرة. تنازلت إسبانيا عن الإقليم الذي حكمته للنمسا، كجزء من معاهدة راستات التي أنهت حرب الخلافة الإسبانية. في الثمانينيات من القرن السادس عشر، فصلت الثورة الهولندية الجمهورية الهولندية المستقلة عن بقية الأراضي، تاركةً هولندا النمساوية مع عدد كبير من السكان الكاثوليك. حافظ رجال الدين على سلطة كبيرة.
كانت هولندا النمساوية مقاطعة من هابسبورغ النمسا، وجزء من الإمبراطورية الرومانية المقدسة. انتخِب جوزيف الثاني في عام 1764 كإمبراطور روماني مقدس، وحكم بتساهل الاتحاد الموحد للأقاليم المستقلة داخل أوروبا الوسطى، وهو ما يعادل تقريبًا ألمانيا الحديثة، والجمهورية التشيكية، والنمسا. عينت والدة جوزيف، ماريا تيريزا، ابنتها المفضلة، ماريا كريستينا، وزوجها ألبرت كاسيمير، بصفتهما حاكمين مشتركين لهولندا النمساوية عام 1780. اعتبر كل من جوزيف وماريا تيريزا من الإصلاحيين، واهتما بشكل خاص بفكرة الحكم المطلق المستنير. كان لدى جوزيف الثاني، الذي عُرِف باسم الإمبراطور الفلسفي، اهتمام خاص بفكر التنوير، وكان له أيديولوجيته الخاصة التي أطلق عليها أحيانًا «جوزفينية» بعده. لم يعجب جوزيف على وجه الخصوص بالمؤسسات التي اعتبرها «قديمة»، مثل الكنيسة الرسمية المؤيدة لسلطة البابا المطلقة التي منع ولاءها للبابوية الإمبراطور من السيطرة الكامل، مما قيد الحكم الفعال والمركزي. بعد فترة وجيزة من توليه السلطة، في عام 1781، أطلق جوزيف جولة منخفضة المستوى لتفتيش هولندا النمساوية، وخلص خلالها إلى أن الإصلاح في الإقليم كان بأمس الحاجة إليه.
من الناحية السياسية، ضمت هولندا النمساوية عددًا من الأقاليم الفيدرالية والمستقلة، الموروثة من الإسبانية، والتي يمكن تعقب أصولها إلى العصور الوسطى. احتفظت هذه الأقاليم، والمعروفة مجتمعة باسم الولايات الإقليمية، بجزء كبير من سلطتها الموروثة على شؤونها الداخلية الخاصة. سيطر على الولايات الأثرياء والبارزون في برابانت وفلاندرز. واضطر الحكام النمساويون العامون إلى احترام الاستقلال الذاتي للولايات الإقليمية، ولم يتمكنوا من العمل إلا بقدر من الموافقة. اعتبر الاستقلال «الموروث» مهمًا للغاية داخل الولايات نفسها، وبدأت شخصيات مثل جان بابتيست فيرلوي تدَعي الوحدة اللغوية للهجات الفلمنكية باعتبارها علامة للهوية الوطنية في فلاندرز.

### إصلاحات جوزيف الثاني
مدفوعًا بإيمانه بالتنوير، وبعد وقت قصير من توليه السلطة، أطلق جوزيف عددًا من الإصلاحات التي أمل أن تجعل الأقاليم التي سيطر عليها أكثر كفاءة وأسهل للحكم. منذ عام 1784، أطلق جوزيف عددًا من الإصلاحات «الجذرية والواسعة النطاق» في مجالات الاقتصاد، والسياسة، والدين التي استهدفت المؤسسات التي حكم عليها بأنها قديمة. استخلص البعض أوجه تشابه بين حكم جوزيف في الإمبراطورية الرومانية المقدسة، وحكم فيليب الثاني في هولندا إذ حاول كلاهما حثّ التقاليد المحلية من أجل تحقيق حكم مركزي أكثر فعالية. ومثل ما حدث مع فيليب، نجحت الهجمات التي تصور جوزيف أنها على مؤسسات مهمة في توحيد عدة طبقات اجتماعية متباينة ضده.
وجِهت إصلاحاته الأولية إلى الكنيسة الكاثوليكية التي نُظر إليها، بسبب ولائها للفاتيكان، على أنها قوة تخريبية محتملة. قانون جوزيف الأول هو إعلان مرسوم التسامح لعام 1781-1782 الذي ألغى الامتيازات التي تمتع بها الكاثوليك على الأقليات المسيحية وغير المسيحية الأخرى. باعتبار أن الهجوم على مكان الكنيسة لم يحظَ بشعبية كبيرة بين الكاثوليك، ولكن لأن غير الكاثوليك كانوا أقلية صغيرة، لم يكسب أي دعم حقيقي. أدان الكاردينال فرانكنبرغ المرسوم الذي أصر على أن التسامح الديني، وتخفيف الرقابة، وقمع القوانين ضد الينسينية، تشكل جميعها هجومًا على الكنيسة الكاثوليكية. ألغي لاحقًا 162 ديرًا عاش سكانها حياة تأملية بحتة. أصبح الزواج مؤسسة مدنية وليست دينية في سبتمبر 1784. أدى هذا إلى تقليص التأثير والقوة التقليديتين للكنيسة في حياة رعاياها، وفي أكتوبر 1786 ألغت الحكومة كل المعاهد الدينية في المنطقة لتأسيس معهد ديني عام واحد تديره الدولة في لوفان. في داخل المعهد الديني العام، كان التدريب في علم اللاهوت الليبرالي الذي توافق عليه الدولة وتعارضه الرتب العليا من رجال الدين.
تابع إيمانه بالتحرير وبالهجمات السابقة على امتيازات النقابة في ديسمبر 1786، عن طريق إزالة جميع التعريفات الجمركية على تجارة الحبوب، ولكن ألغي هذا في الركود الاقتصادي الذي أعقب ذلك مباشرةً. استعيض عن المنظمات الخيرية المحلية أو منظمات إغاثة الفقراء بالجمعية الخيرية النشطة للأخوية والتي كانت وحيدة ومركزية في أبريل 1786، وأصلِحت المدارس.
ولكن قبل كل شيء، حاول جوزيف تفكيك هيكل الدول المستقلة التي وفرت الإطار لهولندا النمساوية. أدخل إصلاحَين في أوائل عام 1787، فبدأ إصلاحًا إداريًا وقضائيًا جديدًا لإنشاء نظام أكثر مركزية. ألغى المرسوم الأول العديد من الهياكل الإدارية التي وجِدت منذ استبدال حكم الإمبراطور كارلوس الخامس (1500–1558) بمجلس حكومة عام واحد بقيادة وزير مفوض. بالإضافة إلى ذلك، أنشِئت تسع دوائر إدارية، يحكم كل منها مشرف (مسؤول حكومي)، والذي نُقل إليه جزء كبير من سلطة الولايات. ألغى المرسوم الثاني المحاكم المخصصة شبه الإقطاعية أو الكنسية التي تديرها الولايات، واستعاض عنها بنظام مركزي مماثل للنظام القائم بالفعل في النمسا. أسِس مجلس عدل مستقل وحيد في بروكسل، مع محكمتي استئناف في بروكسل ولوكسمبورغ، ونحو 40 محكمة مقاطعة محلية.
من خلال تهديد استقلال الولايات، ومصالح النبلاء، ومكانة الكنيسة، عملت الإصلاحات كقوة لتوحيد هذه المجموعات ضد الحكومة النمساوية.